# Karel Rechlík
Karel Rechlík (* 1. März 1950 in Brünn) ist ein tschechischer Maler. Er ist bekannt für seine liturgischen Tücher (Paramente) und Glasmalereien. Seit 1993 ist er Leiter des Diözesanmuseums Brünn.

## Leben
Von 1962 bis 1967 machte Rechlík ein Privatstudium der Malerei. Von 1968 bis 1973 studierte er an der Masaryk-Universität in Brünn Kunstgeschichte und Philosophie. Seine Dissertation zum Doktor der Philosophie legte er über Sakrale Architektur in der ČSR 1918–1938 1974 ab.

## Werk
Karel Rechlík ist bekannt für seine Malerei mit christlichem Hintergrund. Er malt liturgische Tücher (Fastentücher, Altartücher) und Kirchenfenster. Nachfolgend eine Auswahl seiner bekanntesten Werke.
- Fenster Kruzifixus, Basilika Mariä Himmelfahrt, Brünn (1979)
- Serie der Liturgischen Tücher der Jakobskirche, Brünn (1989–1994)
- Fenster mit Engeln der Pfarrkirche Dačice (1989)
- Fenster der Kapelle des Augustinerinnen Kloster Brünn (1992)
- Altar und Gestaltung Basilika Mariä Himmelfahrt, Brünn (1996)
- Tuch Fasten und Ostern St. Jakob, Frýdek-Místek (1998)

Weitere Werke sind in Kirchen von Bítov, Jinosov, Vyškov, Popovice, Tišnov, Šlapanice, Litovel, Pasohlávky, Břeclav und Brezina zu finden. Darüber hinaus hat Karel Rechlík an Einzel- oder Gruppenausstellungen u. a. in Prag, Wien, Stuttgart, Regensburg und Olmütz teilgenommen.